# Basilique Sainte-Marie-du-Trastevere
Pour les articles homonymes, voir Basilique Sainte-Marie.
La basilique Sainte-Marie-du-Trastevere (italien : basilica di Santa Maria in Trastevere) est l'une des plus anciennes églises de Rome, située dans le quartier du Trastevere. D'abord baptisée titulus Callixti car construite sous le pape Calixte Ier (217-222), avec l’accord de l’empereur Sévère Alexandre, elle fut probablement le premier lieu de culte chrétien officiellement ouvert au public. Elle est reconstruite sous Jules Ier (337-358) puis sous le pontificat d'Innocent II (1130-1143) où elle fut décorée des mosaïques actuelles.

## Historique

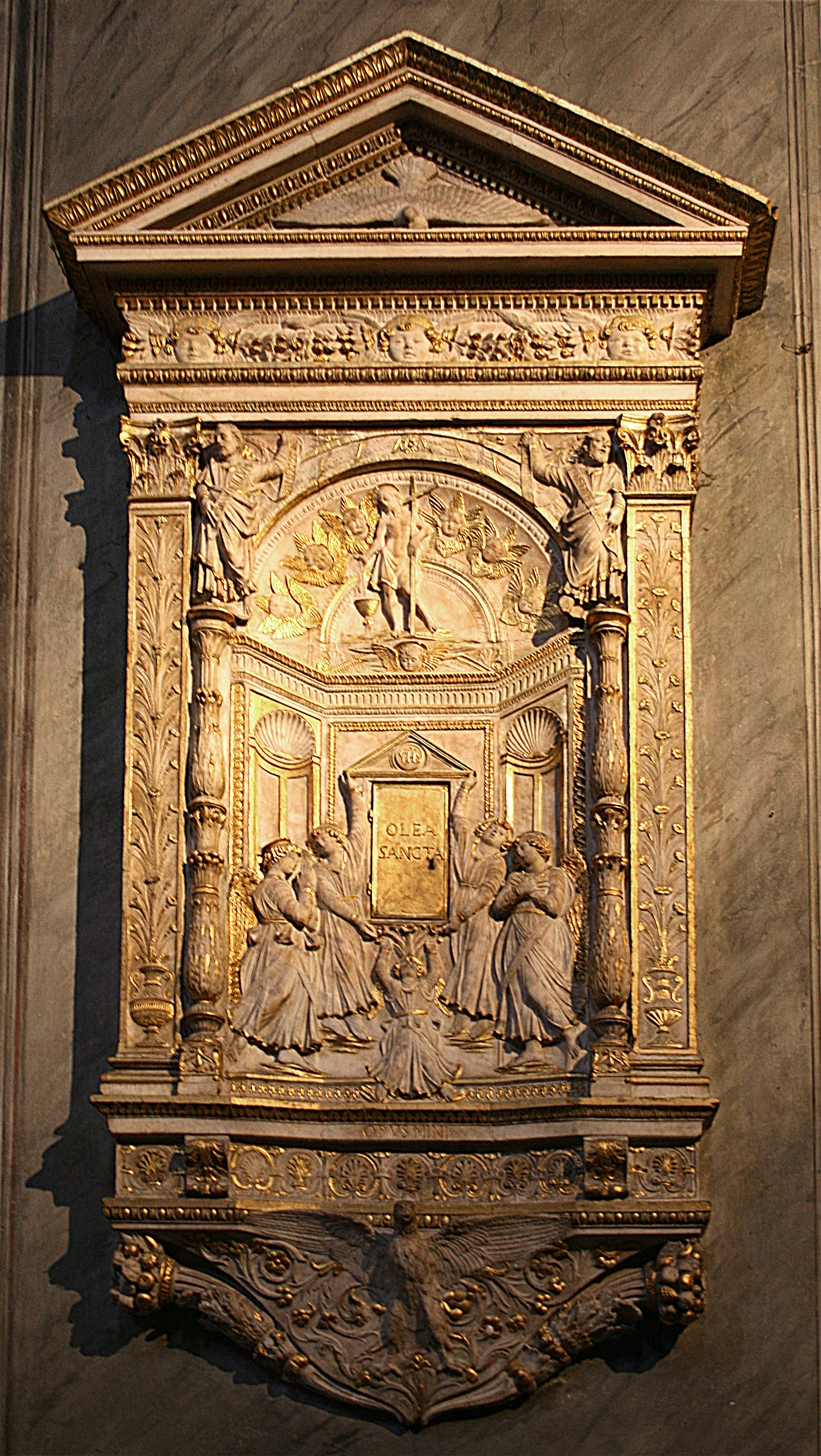
Tabernacle en marbre de « L’Oleo Sancta », œuvre réalisée au XVe siècle par le sculpteur Mino da Fiesole.

Selon une légende que rapporte Eusèbe de Césarée, une source d’huile serait apparue en 38 av. J.-C. à cet endroit, et aurait été interprétée par la population juive vivant dans le quartier comme un signe annonçant la naissance du Messie (en hébreu, messiah signifie « oint »).
Toutefois, le Liber Pontificalis relate une autre légende et indique que le pape Calixte Ier (217-222) invita une communauté chrétienne à s'installer en 220 sur le site de la Taberna meritoria, une taverne pour soldats retraités, transformée en église domestique (titulus).
Bien qu'aucun vestige ne permette de localiser avec certitude les édifices publics chrétiens de Rome avant le temps de Constantin, la basilique sur ce site est connue sous le nom de Titulus Callisti. Le lieu aurait été réservé à l'usage chrétien par l'empereur Septime Sévère qui, devant régler le litige entre les chrétiens et les gardiens de la taverne, aurait dit : « Je préfère qu'il appartienne à ceux qui honorent Dieu, quelle que soit leur forme de culte. ».
En 340, le pape Jules Ier (337-352) reconstruit le titulus Callixti à une plus grande échelle. Renommé titulus Iulii pour commémorer son mécénat, c'est l'une des vingt-cinq paroisses initiales de Rome, peut-être la première dans laquelle la messe fut célébrée ouvertement.
Elle fut consacrée à la Vierge Marie probablement à l’époque du Concile d'Éphèse en 431. Même si l'inscription sur la chaire épiscopale affirme que c'est la première église dédiée à la Mère de Dieu, elle n'est pas la plus ancienne église mariale de la ville : Sainte-Marie-Majeure reste la doyenne, puisqu'elle a été consacrée à la Vierge dès sa construction, au IVe siècle.
Elle est restaurée deux fois aux Ve et VIIIe siècles. Lors de cette dernière restauration, initiée par le pape Adrien Ier entre 772 et 795, des nefs latérales sont ajoutées.
La Basilique connaît d'autres modifications au IXe siècle sous l'impulsion du pape Grégoire IV, le chœur est surélevé, un chancel est ajouté, l'autel est couvert d'un ciborium, enfin une crypte est aménagée afin d'y accueillir les reliques de Calixte Ier, Corneille et Calépode.
En 1140-1143, l'église est reconstruite sur ses anciennes fondations par le pape Innocent II. Un transept y est ajouté et l'abside est décorée de mosaïques. Les chapiteaux ioniques, richement sculptés, en remploi dans la nef, ont été récupérées dans les ruines des Thermes de Caracalla et du temple voisin d'Isis sur le Janicule. Quand, au cours du XIXe siècle, des étudiants identifient, sur leurs décors sculptés, les visages d'Isis, de Sarapis et de Harpocrate, le pape Pie IX fait marteler les visages offensants lors d'une restauration en 1870. La basilique fut, de même que la basilique San Crisogono, considérée comme la basilique des Corses durant de nombreux siècles. Giovan Paolo de Leca, célèbre seigneur corse, y serait peut être enterré.

## Architecture intérieure

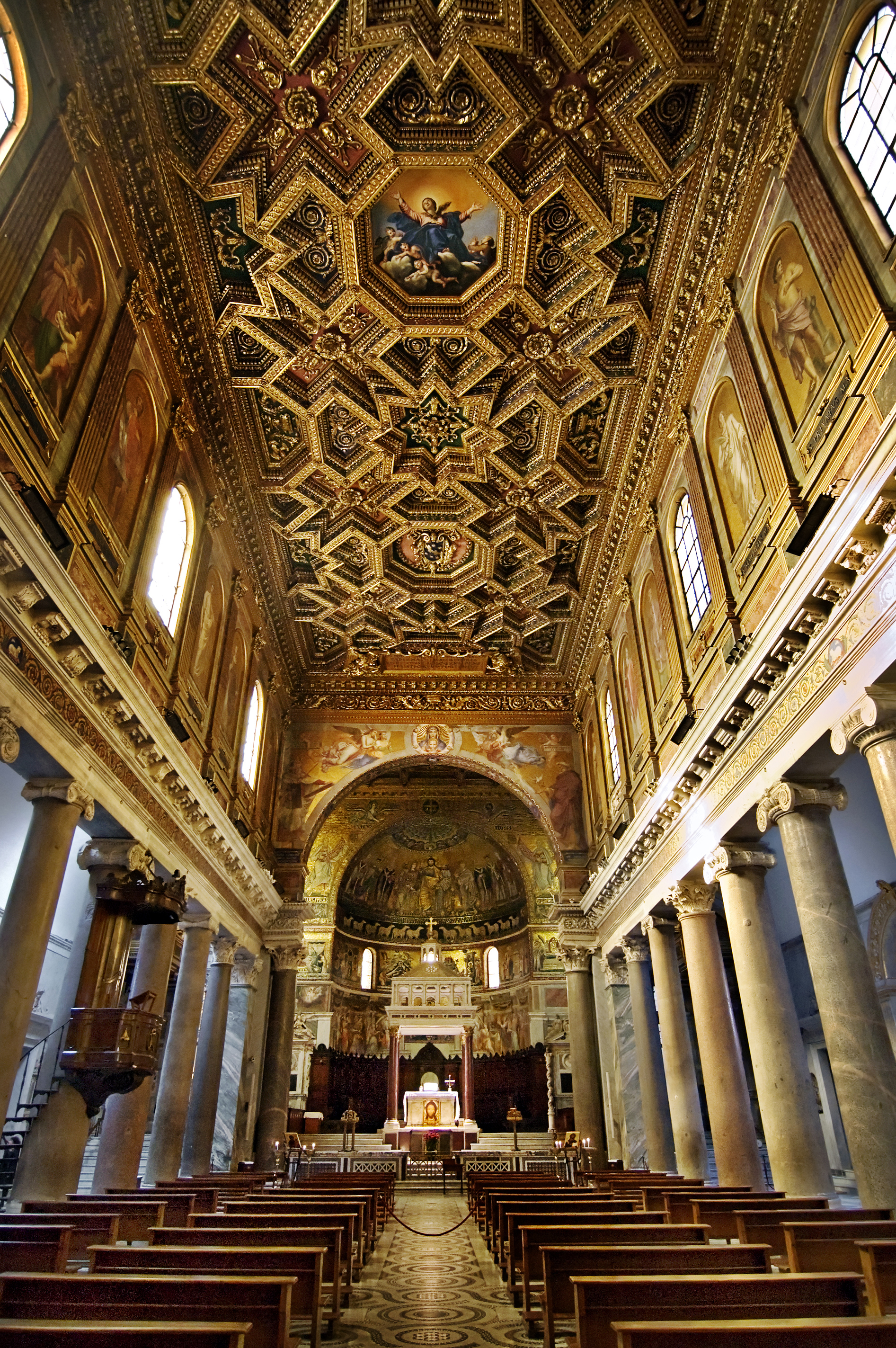
La nef centrale et le plafond du Dominiquin.

Elle a conservé le plan de la basilique originelle et les fondations antérieures. La nef actuelle de l'église est d'architecture romane.
Les 22 colonnes de granite aux chapiteaux ioniques et corinthiens qui séparent la nef des bas-côtés proviennent des ruines des thermes de Caracalla, de même que le linteau de la porte d'entrée.
Le plafond à caissons en bois est l'œuvre du Dominiquin, également auteur de l'Assomption de la Vierge (1617) qui en orne le centre.
Le pavement cosmatesque du sol, dû à la famille Cosmati, est restauré en 1870.
Sur le côté droit de la nef, la première chapelle est dédiée à sainte Françoise Romaine avec un tableau d'autel de la sainte peint par Giacomo Zoboli, tandis que la deuxième, la chapelle de la Nativité, est décorée d'un tableau d'autel d'Étienne Parrocel.

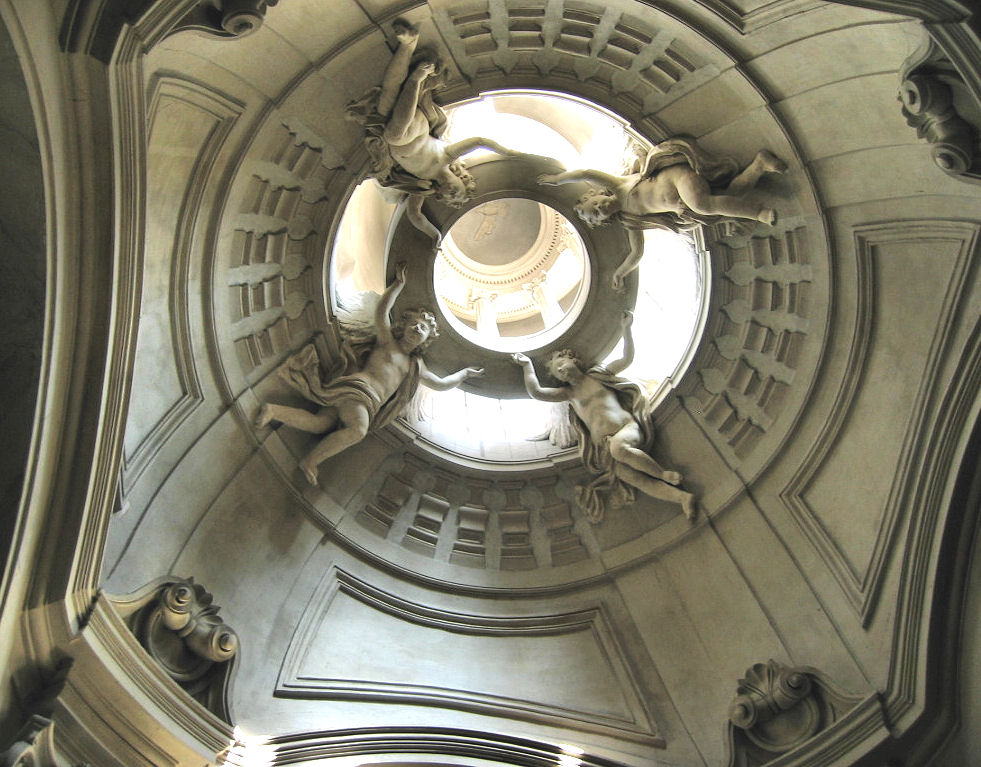
Le Tempietto central.

Sur le côté gauche de la nef, la première chapelle, la chapelle d'Avila, aux stucs baroques, est de Antonio Gherardi (1680). Celle-ci et la chapelle Sainte-Cécile dans l'église San Carlo ai Catinari sont deux des chapelles à l'architecture la plus inventive de la fin du XVIIe siècle à Rome. La partie inférieure de la chapelle est assez sombre et emploie les techniques de Francesco Borromini. Dans le dôme, il y a une ouverture ou oculus d'où quatre anges émergent et portent un tempietto, petit temple rond.
Entre la troisième et la quatrième chapelle, se trouve le tombeau d'Innocent II, œuvre de l'architecte Virginio Vespignani, chargé de la restauration de l'église entre 1866 et 1877.
Dans la troisième chapelle, la lucarne, le plafond et le retable sont de Ferrau Tenzone.
À gauche du chœur, la chapelle Altemps remonte au XVIe siècle.

### Les mosaïques

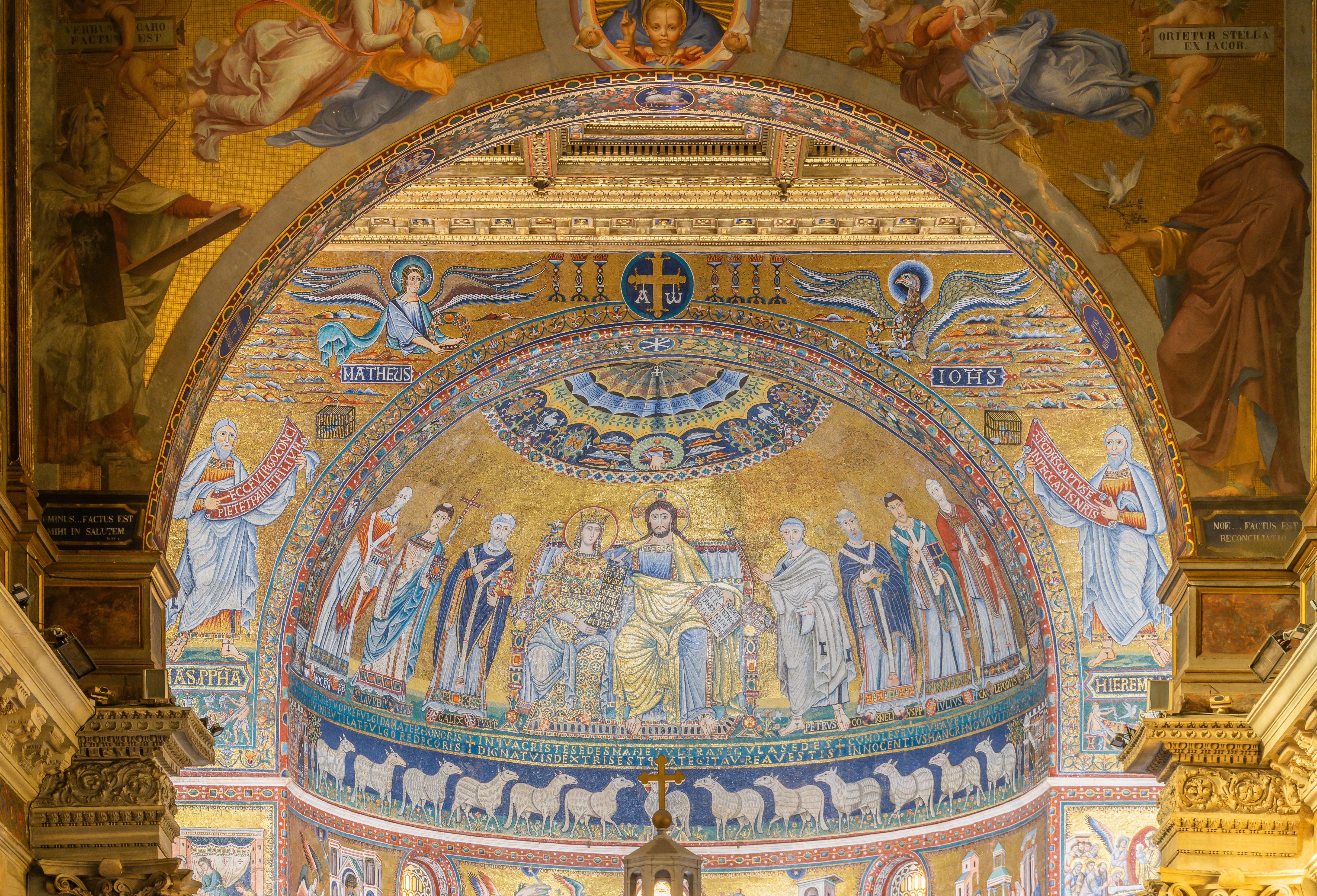
Les mosaïques de l'abside.

La basilique est décorée de mosaïques réalisées à partir du XIIe siècle.
Sur l'arc triomphal qui précède le chœur, les mosaïques représentent les prophètes Isaïe et Jérémie, les symboles des Évangélistes, les candélabres de l'Apocalypse, la Croix accompagnée de l'Alpha et l'Oméga. Elles datent du XIIe siècle.
Au centre de l'abside, se trouve la mosaïque le Christ et la Vierge sur un trône. À gauche, les saints Calixte et Laurent et le pape Innocent II. À droite, Pierre, Corneille et Jules Ier et Calépode. Au-dessous, deux files d'agneaux sortant de Béthléem et Jérusalem, se dirigent vers l'Agneau de Dieu.
Des mosaïques, sur le thème de la vie de la Vierge (naissance de Marie, l'Annonciation, la Nativité de Jésus, l'Adoration des Mages, la Présentation de Jésus au temple et la Dormition de Marie) entourent Le Couronnement de la Vierge. Elles datent de la fin du XIIIe siècle (1291) et sont de Pietro Cavallini.

### Reliques
L'église conserve une relique de sainte Apollonie, ainsi qu'une partie de la Sainte Éponge. Les restes du pape Calixte Ier et le corps du cardinal Lorenzo Campeggio sont enterrés dans l'église.
Y est également enterré le pape excommunié Anaclet II.

## Architecture extérieure

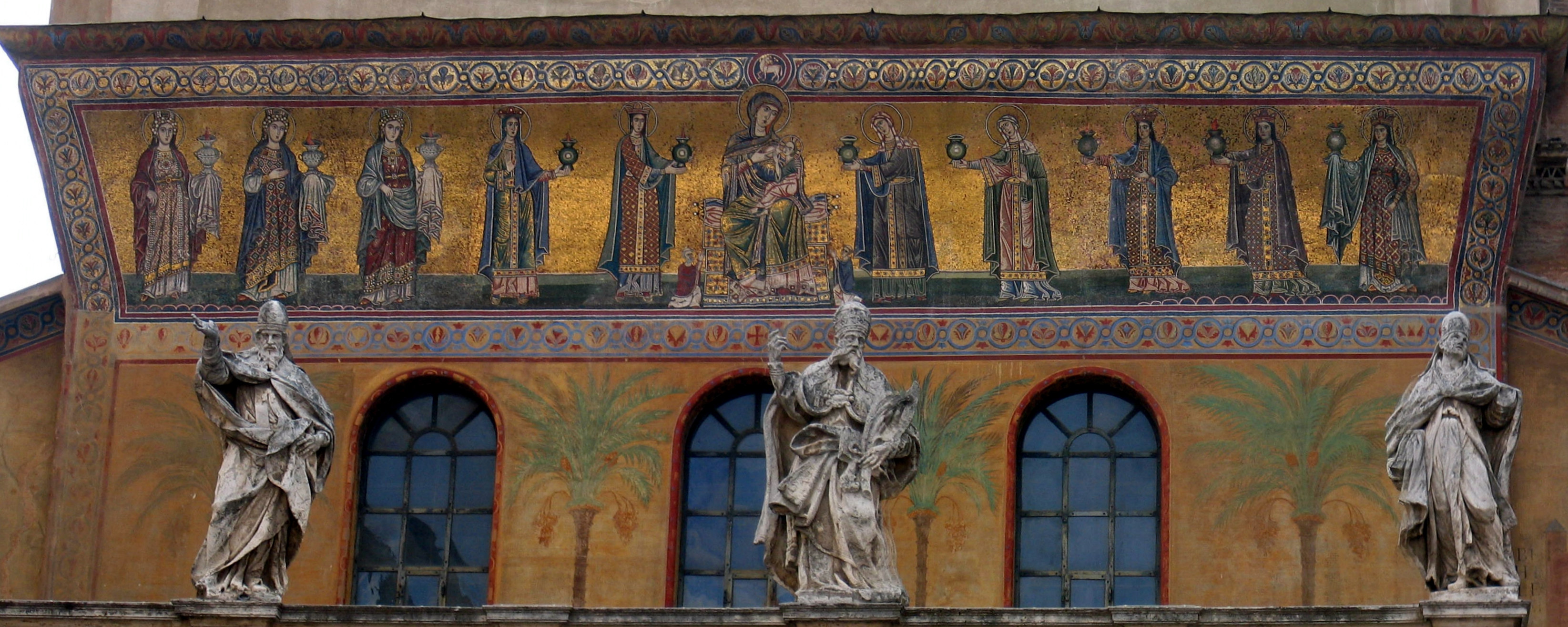
Façade de l'église

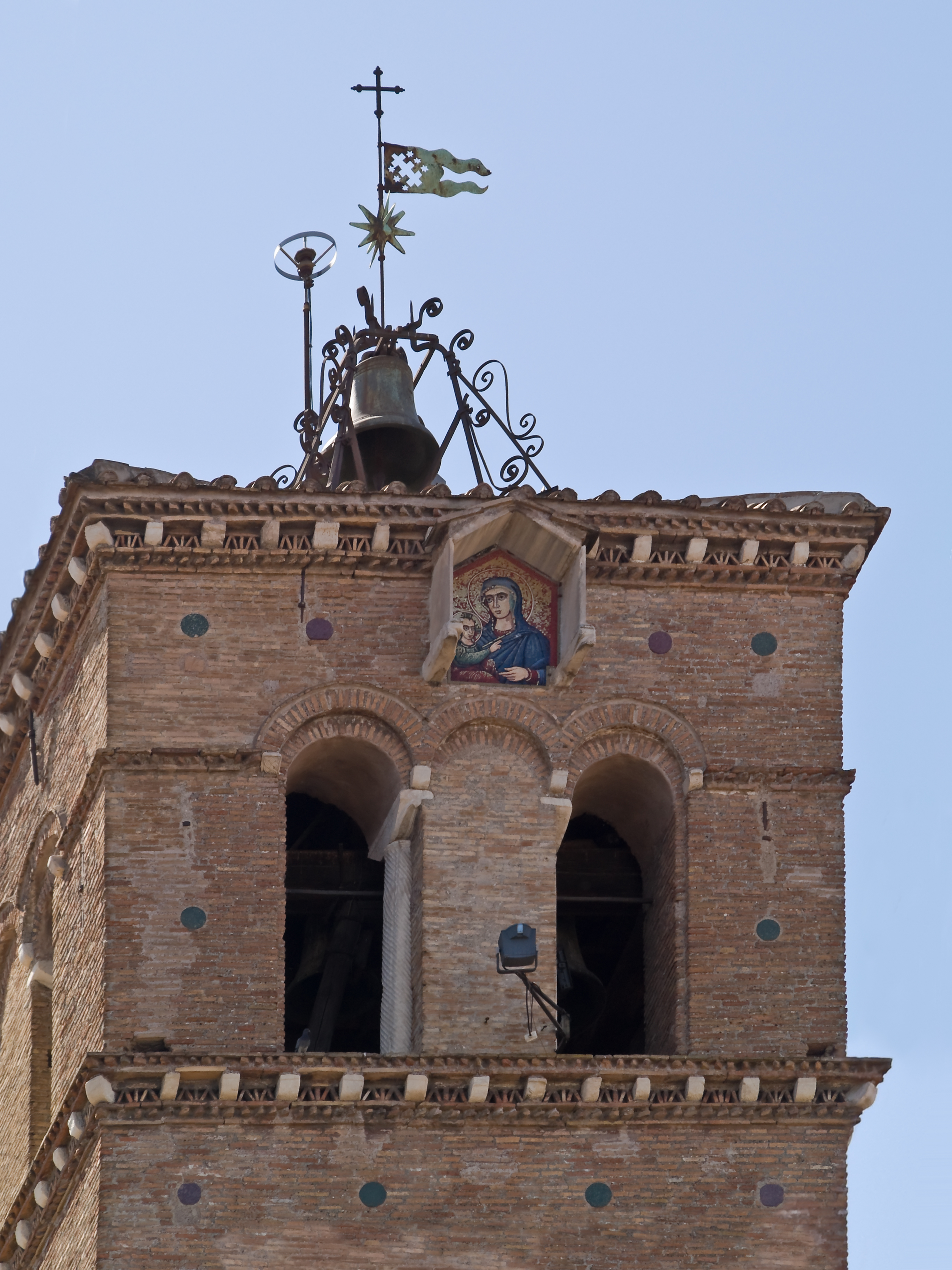
Vierge à l'Enfant au sommet du campanile.

Le campanile date du XIIe siècle. À son sommet, une mosaïque représente la Vierge à l'Enfant à qui est dédiée l'église.
Les mosaïques de la façade datent du XIIIe siècle. L'image de Marie est considérée comme la plus ancienne représentation iconographique de la Vierge allaitant. Elle est entourée de dix femmes portant des lampes, symbole de virginité.

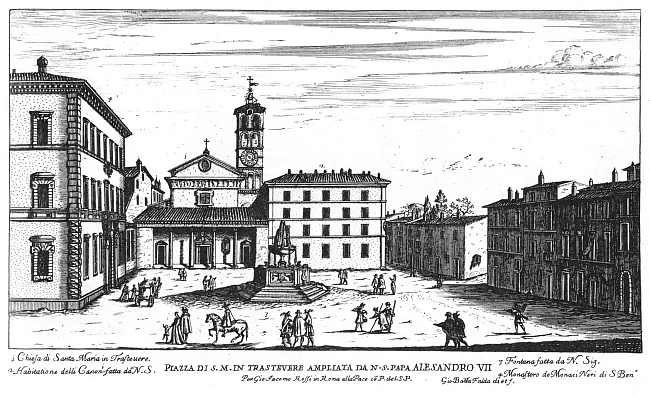
Place Sainte-Marie-du-Transtévère - Gravure du XVIIe siècle de Giovanni Battista Falda

La façade de l'église est restaurée par Carlo Fontana en 1702, qui remplace l'ancien portique à toit de tuiles (cf. gravure de Falda) par le portique actuel. Les sculptures du parapet représentent les trois papes Calixte Ier, Corneille et Jules Ier, ainsi que le martyr Calépode. À l'intérieur du portique, des fragments de sarcophages du IIIe siècle et des fresques, dont l'une représente l'Annonciation, ont été déposés.
La fontaine octogonale de la place de l'église (Piazza di Santa Maria in Trastevere), qui apparaît déjà dans une carte de 1472, est également restaurée par Carlo Fontana.

## Les inscriptions antiques
Des inscriptions d'époque romaine ont été insérées sur la façade, sous le portique.

### Bibliographie

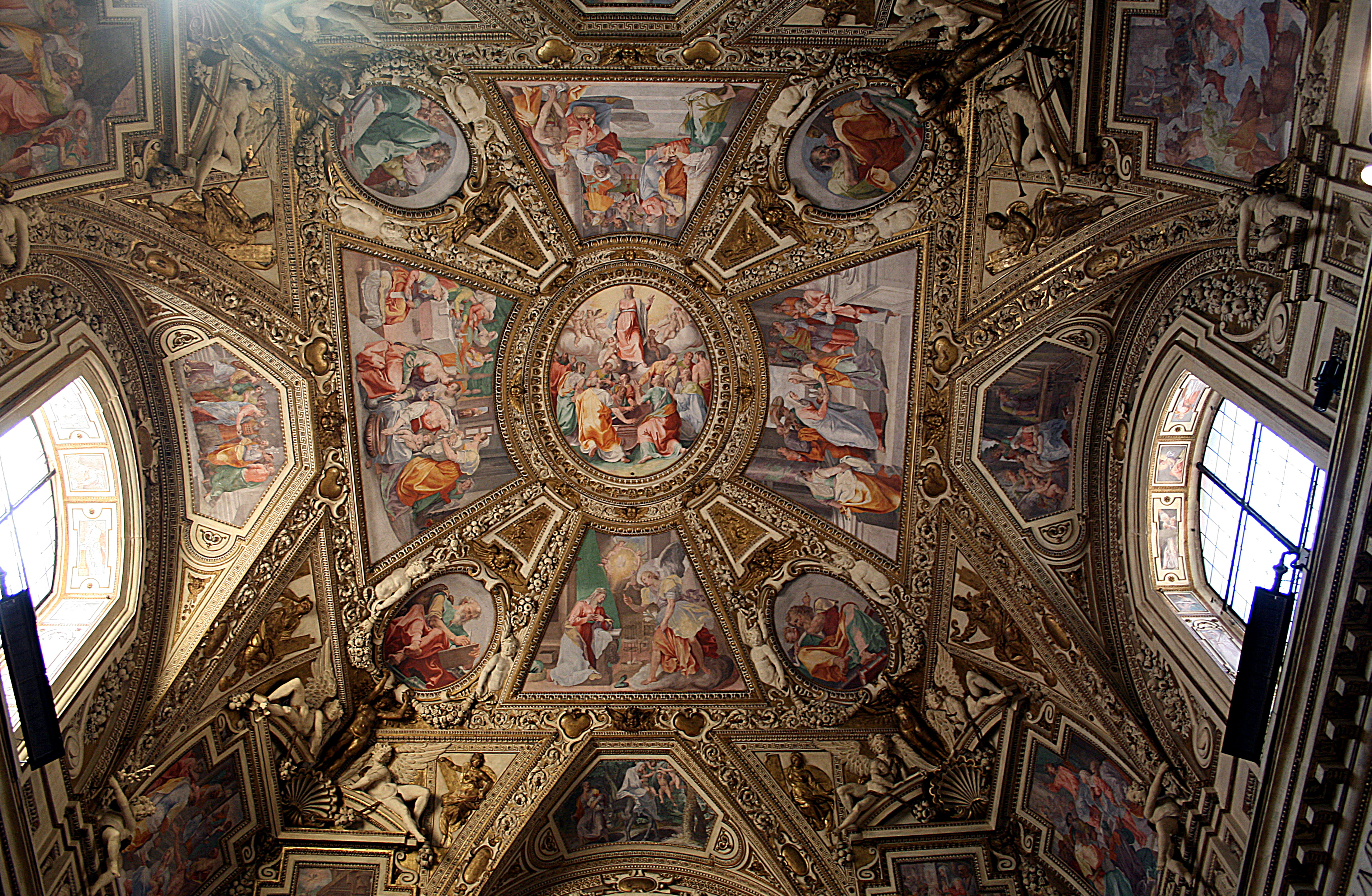
Fresques du plafond de la cappella Altemps.